# Frontera entre la Xina i Bhutan
La frontera entre la Xina i Bhutan és la línia frontera sinuosa de 470 km, direcció nord-sud-est, que separa Bhutan del sud del Tibet, una regió autònoma de la Xina, al nord. Es troba entre dos  trifinis formats per ambdós països amb Índia. És a prop del paral·lel 28° nord i del paral·lel 29° nord, a la part oriental de l'Himalaia, que alberga el Kula Kangri.

## Història
El Regne de Bhutan i la República Popular de la Xina no mantenen relacions diplomàtiques oficials, i les relacions són històricament tibants. El Doklam, regió situada al trifini entre ambdós estats i l'Índia, és al cor d'aquesta disputa territorial.
La frontera de Bhutan amb el Tibet mai ha estat reconeguda ni demarcada oficialment. Per un breu període, la República de la Xina va mantenir oficialment una reivindicació territorial sobre parts del Bhutan. La reivindicació territorial va ser mantinguda per la República Popular de la Xina després que el Partit Comunista Xinès es va emparar de la Xina continental en la Guerra Civil Xinesa. Amb l'augment dels soldats a la part xinesa de la frontera sino-butanesa després de l'acord de 17 punts entre el govern tibetà local i el govern central de la República Popular de la Xina, Bhutan va retirar el seu representant de Lhasa.
La rebel·lió tibetana de 1959 i l'arribada del XV Dalai Lama a la veïna aliada Índia van fer que la seguretat de la frontera de Bhutan amb la Xina fos necessària per Bhutan. Es calcula que 6.000 tibetans van fugir a Bhutan i se'ls va concedir asil, tot i que Bhutan va tancar la seva frontera amb la Xina més tard, tement l'arribada de més refugiats.
El 1998, la Xina i Bhutan van signar un acord bilateral per mantenir la pau a la frontera. En l'acord, Xina va afirmar el seu respecte per la sobirania i la integritat territorial de Bhutan i ambdues parts van intentar construir vincles basats en els Cinc Principis de Coexistencia Pacífica. Tanmateix, la construcció de carreteres de la Xina sobre el que Bhutan afirma que és territori butanès, presumptament en violació de l'acord de 1998, ha provocat tensions. El 2002, però, Xina va presentar el que afirmava que era" evidència ", afirmant la seva propietat de tractats de terra disputats; després de les negociacions, es va arribar a un acord provisional.